# سوبوتاي
سوبوتاي (Subutai) ((بالمنغولية: Сүбээдэй)‏، Sübeedei، وبالمغولية الكلاسيكية: Sübügätäi أو Sübü'ätäi؛ Tsubodai 1176–1248) هو خبيرٌ استراتيجي عسكري، وقائد جيش جنكيز خان وأوجيدي خان (Ögedei Khan). وقاد ما يزيد على عشرين حملة غزا فيها اثنين وثلاثين دولة وفاز بخمسة وستين معركة منظمة تمكن خلالها من غزو أو اجتياح أقاليم تفوق ما اجتاحه أي قائد آخر في التاريخ. وحقق النصر من خلال استخدام استراتيجيات خيالية ومتطورة فضلاً عن الحركات المنظمة للجيوش على وتيرة واحدة تبعد مئات الكيلومترات عن بعضها البعض. كما نذكره من خلال إنشاء الحملة التي دمرت جيوش دولة المجر وبولندا في يومين لكل منهما من خلال استخدام قوات تبعد ما يزيد على خمسائة كيلومتر..
وفي التاريخ، يُعد سوبوتاي أحد القادة البارزين لجنكيز خان وإمبراطورية المغول فيما يتعلق بالقدرة والتكتيكات التي ساعدت الحملات العسكرية في آسيا وأوروبا الشرقية. كما قاد العديد من الهجمات والغزوات الناجحة أثناء عهده ونادرًا ما يتعرض للهزيمة.